# 5-simpleks
| heksateron (hiks) (5-simpleks) | heksateron (hiks) (5-simpleks) |
| ------------------------------ | ------------------------------ |
|                                |                                |
| vrsta                          | pravilni 5-politop             |
| družina                        | simpleks                       |
| Schläflijev simbol             | {34}                           |
| Coxeter-Dinkinov diagram       |                                |
| 4-stranska ploskev             | 6{3,3,3}                       |
| tetraederske celice            | 15                             |
| stranske ploskve               | 20 trikotniki                  |
| robovi                         | 15                             |
| celice                         | 15 {3, 3}                      |
| oglišča                        | 16                             |
| slika oglišč                   | 5-celica                       |
| Coxeterjeva grupa              | A6 [35]                        |
| dualnost                       | sebidualen                     |
| značilnosti                    | konveksen, izogonalen          |

5-simpleks je sebidualni pravilni 5-politop. Ima 16 oglišč, 15 robov, 20 trikotnih stranskih ploskev, 15 tetraederskih celic in 6 pentahoronskih facet. Ima diedrski kot enak cos−1(1/5)
kar je približno 78,46°.
Imenujejo ga tudi heksateron in heksa-5-top. Izraz heksateron izhaja iz besed hexa, kar pomeni, da ima 6 facet ter besede teron, kar pa pomeni, da ima 4 razsežne facete.
Jonathan Bowers mu je dal za ime okrajšanko hiks..

## Slike
| t0     | t1       | t2       | t0,1     | t0,2       | t1,2   | t0,3   |
| t1,3   | t0,4     | t0,1,2   | t0,1,3   | t0,2,3     | t1,2,3 | t0,1,4 |
| t0,2,4 | t0,1,2,3 | t0,1,2,4 | t0,1,3,4 | t0,1,2,3,4 |        |        |